# Vejbredskeblad
Vejbred-Skeblad (Alisma plantago-aquatica) er en 30-100 cm høj urt, der vokser langs bredden af næringsrige søer og vandløb. Bladene ligner Vejbred-blade (deraf navnet).

## Beskrivelse
Vejbred-Skeblad er en flerårig urt med grundstillet roset af blade og en høj stængel med blomster. Bladene er oprette og ægformede til elliptiske med hel rand (flydeblade vil være betydeligt mindre end de oprette luftblade, mens blade under vandet er båndformede!). Overside og underside er ensartet lysegrønne. Bladribberne har et bueformet forløb. Alt i alt ligner bladene Vejbred-blade (deraf navnet!).
Blomsterne sidder i en stor, kegleformet top, der er endestillet på en høj, bladløs stængel. De enkelte blomster er lysviolette med tre kronblade. Frugterne er små nødder med langt næb. De modner godt og spirer villigt under de rette betingelser.
Rodnettet består af en kort rodstok, som har mange trævlerødder, og som bærer alle de overjordiske dele.
Bladrosetten er ca. 15 cm høj og 30 cm i diameter. Blomsterskuddet er ca. 60-90 cm højt.

## Voksested
Vejbred-Skeblad gror almindeligt i grøfter og langsomt flydende vandløb, i søer og damme overalt i Danmark.
| Portal | Portal:Botanik |